# Metapogon gibber
Metapogon gibber är en tvåvingeart som först beskrevs av Samuel Wendell Williston  1883.  Metapogon gibber ingår i släktet Metapogon och familjen rovflugor. Inga underarter finns listade i Catalogue of Life.